# Sichuan-Deutzie
Die Sichuan-Deutzie (Deutzia setchuenensis) ist ein Strauch mit weißen Blüten aus der Familie der Hortensiengewächse (Hydrangeaceae). Das natürliche Verbreitungsgebiet der Art liegt im Westen Chinas. Sie wird selten als Zierstrauch gepflanzt.

## Beschreibung
Die Sichuan-Deutzie ist ein bis zu 2 Meter hoher Strauch. Die Blüten tragenden Zweige sind braun oder gelblich braun, 8 bis 12, manchmal bis 20 Zentimeter lang mit vier bis sechs Blättern. Die Laubblätter haben einen 3 bis 5 Millimeter langen Stiel. Die Blattspreite ist einfach, eiförmig, eiförmig-länglich oder eiförmig-lanzettlich, 3 bis 8 Zentimeter lang und 1 bis 5 Zentimeter breit, lang zugespitzt, mit gerundeter oder breit keilförmiger Basis und fein gesägtem Blattrand. Es werden drei bis vier Nervenpaare gebildet, die an der Blattunterseite deutlich hervortreten. Die Blattoberseite ist rau und mit drei- bis fünf- oder sechsstrahligen Sternhaaren besetzt, die selten ein zentrales Härchen haben; die Unterseite ist gelblich grün bis grünlich und mit vier- bis sieben- oder achtstrahligen Sternhaaren mit warzenförmiger Basis besetzt.
Die Blütenstände sind 1,5 bis 6 Zentimeter lange und 2 bis 8 Zentimeter durchmessende, wenig bis stark verzweigte, lockere Trugdolden aus sechs bis 50 etwa 1 Zentimeter breiten Blüten mit dünner Blütenstandsachse. Der Blütenstiel ist 3 bis 10 Millimeter lang. Der Blütenbecher ist bei einem Durchmesser von etwa 3 Millimetern auch 3 Millimeter lang und dicht mit zehn- bis zwölfstrahligen Sternhaaren besetzt. Die Kelchzipfel sind breit dreieckig, etwa 1,5 Millimeter lang und 2 bis 3 Millimeter breit und spitz. Die Kronblätter sind weiß, eiförmig-länglich, 5 bis 12 Millimeter lang und 2 bis 3 Millimeter breit. Die äußeren Staubblätter sind 5 bis 6 Millimeter lang, die Zähne der Staubfäden sind länglich oder lanzettlich, stehen waagrecht und reichen bis zu den Staubbeuteln oder darüber hinaus. Die inneren Staubblätter sind kürzer als die äußeren, die Staubfäden sind an der Spitze zweilappig und die Staubbeutel wachsen außen etwa in der Mitte der Staubfäden. Es werden drei Griffel gebildet. Die Kapselfrüchte sind rundlich und haben Durchmesser von 4 bis 5 Millimeter. Die Kelchzipfel bleiben zurückgebogen an den Früchten erhalten. Die Sichuan-Deutzie blüht von April bis Juli, die Früchte reifen von Juni bis September.

## Vorkommen und Standortansprüche
Das natürliche Verbreitungsgebiet liegt in der gemäßigten Zone Chinas in der Provinz Fujian, im Norden von Guangdong und Guangxi, in Guizhou, Hubei, Jiangxi, Sichuan und im Nordwesten von Yunnan. Die Sichuan-Deutzie wächst in dichten Wäldern, Dickichten und auf Berghängen in 300 bis 2000 Metern Höhe auf frischen, schwach sauren bis schwach alkalischen, sandig-lehmigen bis lehmigen, mäßig nährstoffreichen Böden an sonnigen bis lichtschattigen Standorten. Die Art ist wärmeliebend und meist frosthart.

## Systematik
Die Sichuan-Deutzie (Deutzia setchuenensis) ist eine Art aus der Gattung der Deutzien (Deutzia). Sie wird in der Familie der Hortensiengewächse (Hydrangeaceae) der Unterfamilie Hydrangeoideae und der Tribus Philadelpheae zugeordnet. Die Art wurde 1896 von Adrien René Franchet erstmals wissenschaftlich beschrieben. Das Artepitheton setchuenensis verweist auf das Verbreitungsgebiet in Sichuan.
Es werden drei Varietäten unterschieden.
- Deutzia setchuenensis var. corymbiflora (Lemoine ex André) Rehder mit reichverzweigten, 4 bis 6 Zentimeter langen und 5 bis 8 Zentimeter breiten Trugdolden aus 12 bis 50 Blüten. Die Varietät blüht im Mai die Früchte reifen von Juli bis August. Das Verbreitungsgebiet liegt in dichten Wäldern in Höhen von 800 bis 1500 Metern in den Provinzen Hubei und Sichuan. Die Varietät wurde 1898 von Andre unter dem Namen Deutzia corymbiflora (Basionym) als eigene Art gültig erstbeschrieben. Ein weiteres Synonym ist Deutzia fargesii.[6]
- Deutzia setchuenensis var. longidentata Rehder mit wenig verzweigten, 1,5 bis 4 Zentimeter langen und 5 bis 8 Zentimeter durchmessenden Trugdolden aus 6 bis 12 Blüten. Die Zähne der äußeren Staubfäden sind lanzettlich und reichen über die Staubbeutel hinaus. Die Varietät blüht von April bis Juli. Sie wächst in Dickichten und auf Berghängen im Westen der Provinz Sichuan.[7]
- Deutzia setchuenensis var. setchuenensis mit wenig verzweigten, 1,5 bis 4 Zentimeter langen und 5 bis 8 Zentimeter durchmessenden Trugdolden aus 6 bis 12 Blüten. Die Zähne der äußeren Staubfäden sind länglich und reichen etwa bis zu den Staubbeuteln. Die Varietät blüht von April bis Juli die Früchte reifen von Juni bis September. Sie wächst in Dickichten und auf Berghängen in Höhen von 300 bis 2000 Metern in den Provinzen Fujian, Guangdongs, Guangxi, Guizhou, Hubei, Hunan, Jiangxi und Yunnan.[8]

## Verwendung
Die Sichuan-Deutzie wird manchmal wegen ihrer Blüten als Zierstrauch verwendet.

## Nachweise